# Ведяшкин, Иван Михайлович
Иван Михайлович Ведяшкин (17 августа 1923, Кельвядни — 17 сентября 2009) — эрзянский писатель и поэт, кандидат филологических наук, участник Великой Отечественной войны.

## Биография
Родился 17 августа 1923 года в селе Кельвядни. Закончил учительcкий институт и филологический факультет Мордовского государственного университета. Преподавал эрзянский язык в сельской местности. Вёл литератураный кружок «Первые ласточки» в Чукальской средней школе.  
Произведения Ведяшкина публиковали журналы «Сятко» и «Чилисема», а также газета «Эрзянь правда». В 1987 году написал произведение под названием «Соловей Окся» в прозе на эрзянском языке. При его создании широко использовал мордовские легенды и предания. В 1991 году Мордовское книжное издательство выпустило книгу с таким же названием на русском языке.
Писал также и поэтические произведения: сказ в стихах «Куцян веледе ёвтамо» на эрзянском, сборник стихов «Чивалдо» и другие произведения. Ряд произведений Ивана Михайловича стал хрестоматийным. Написал два словаря под общим названием «Языки родной земли», куда вошли забытые эрзянские слова. 
Член Союза писателей России с 2001 года.
Умер 17 сентября 2009 года. Был похоронен в родном селе.